# Pat Pattle
Marmaduke Patrick (Pat) St. John Pattle (Bloemfontein, 1914 - augustus 1941) was een Zuid-Afrikaanse gevechtspiloot die tijdens de Tweede Wereldoorlog voor het Verenigd Koninkrijk vloog. Hij schoot veertig vijandige vliegtuigen neer en is daarmee de meest succesvolle Britse gevechtspiloot uit de oorlog.
Pattle wordt ook wel de vergeten aas genoemd omdat de documenten over zijn vliegprestaties in 1941 verloren gingen. Daarom was jarenlang niet bekend hoeveel toestellen hij heeft neergeschoten. Pas in de jaren zeventig werd bekend dat hij officieel de beste Britse piloot was.

## De jeugd
Al vanaf zijn jeugd noemden zijn vrienden hem altijd gewoon Pat.
Pattle was al zijn hele leven geobsedeerd door luchtvaart en deed vier keer tevergeefs een sollicitatie bij de Zuid-Afrikaanse luchtmacht. Hij wilde echter zo graag piloot worden dat hij besloot om in 1938 naar Engeland te verhuizen om daar bij Royal Air Force (RAF) te gaan werken.
Na een opleiding werd Pattle in 1939 door RAF naar Egypte gestuurd omdat men een hevige oorlog verwachtte. Hij ging vliegen met de Gloster Gladiator, een verouderde dubbeldekker en een landingsgestel dat niet ingeklapt kon worden.
Tijdens de tijd in Egypte diende Pattle in hetzelfde squadron als Roald Dahl. Dahl was toen nog gevechtspiloot en zou later een beroemd schrijver worden die in zijn boek Solo zou schrijven over zijn ervaringen als piloot en zijn samenwerking met Pattle.

## De oorlog
Vanaf december 1940 begonnen Duitsland en bondgenoot Italië met een grootscheeps offensief om Noord-Afrika te veroveren. De woestijn van Noord-Afrika zat vol met olie die Duitsland nodig had voor zijn oorlogsindustrie. Bovendien waren alle landen in Noord-Afrika kolonies van Engeland of Frankrijk en dus wilde Duitsland de economie van deze landen platleggen.
Pattle kwam vanaf december 1940 te vechten boven Egypte tegen de Italiaanse luchtmacht. Hoewel zijn Gladiator zwaar verouderd was, bleek hij toch enorm veel succes te boeken: in de periode van december tot maart schoot Pattle 14 Italiaanse vliegtuigen neer.
In maart leek de Italiaanse luchtmacht niet meer in staat te zijn om controle te krijgen over het luchtruim en werd Pattle voor zijn bijdrage onderscheiden met de Service Order Medal. Ook werd hij bevorderd tot luitenant en werd hij overgeplaatst naar Griekenland.

In Griekenland kreeg Pattle een nieuw toestel: de Hawker Hurricane. Met dit betere vliegtuig gaf hij leiding aan een eskader van dertig Hurricane's die patrouilleerden boven het Middellandse Zeegebied. Ze moesten verkennen omdat men een Duitse invasie vanuit de Balkan en vanaf de zee verwachtte.
In mei 1941 vond de invasie daadwerkelijk plaats. Met de Hurricanes vocht Pattle tegen een overmacht aan Duitse vliegtuigen. In de maand mei schoot hij tien Duitse bommenwerpers neer. De maand daarop acht en in juli zes.

Pattle werd door veel van zijn collega's als een held gezien. Hijzelf was heel rustig en bescheiden: hij rekende z'n overwinningen liever toe aan anderen.
In augustus viel hij in z'n eentje een eskader van vier Junkers Ju-88 bommenwerpers aan die hij allemaal wist neer te halen.

## Pattle's dood
De dag daarna werd Pattle echter zelf boven de Middellandse Zee neergeschoten. Hoewel z'n collega's zagen hoe Pattle per parachute uit z'n toestel sprong, werd hij later dood uit de zee opgepikt. De hulpactie was te laat op gang gekomen en Pattle was al verdronken.
De stille bescheiden Pattle had slechts negen maanden aan de oorlog meegedaan maar was toch met veertig overwinningen de meest succesvolle Britse piloot uit de oorlog.

## Militaire loopbaan
- Kadet: 1936[3]
- Waarnemend Pilot Officer: 24 augustus 1936[4][3]
- Squadron Adjutant: 1936[5]
- Pilot Officer: 29 juni 1937[6]
- Flying Officer: 29 december 1938[7]
- Flight Commander: 1939[3]
- Flight Lieutenant: 3 september 1940[8][3]
- Squadron Leader: 12 maart 1941

## Onderscheidingen
- Distinguished Flying Cross op 11 februari 1941[9][10]
  - Gesp op 18 maart 1941[11][3]
- DSO